# Charles Cholmondeley (oficial d'intel·ligència)
Charles Christopher Cholmondeley MBE (27 de gener de 1917 - 15 de juny de 1982) va ser un oficial d'intel·ligència britànic conegut pel seu paper principal a l'operació Carn Picada, una operació d'engany militar crítica que va desviar l'atenció de les forces alemanyes de la invasió aliada de Sicília durant l'operació Husky.

## Biografia
Cholmondeley va néixer el 27 de gener de 1917 a O'Halloran Hill, Austràlia Meridional, fill de Richard Vernon Cholmondeley i Hilda Georgina Cholmondeley (de soltera Naylor). Durant la Segona Guerra Mundial va servir com a tinent de vol a la Royal Air Force (RAF) que havia estat secundat al MI5, el servei de seguretat i contraintel·ligència britànic. Va ser nomenat secretari del Comitè Vint, un petit equip d'intel·ligència entre serveis i interdepartamentals a càrrec dels agents dobles.
El novembre de 1942, el Comitè Vint va rebutjar el pla de l'Operació Carn Picada de Cholmondeley com a inviable, però va pensar que podria haver-hi algun potencial en la idea. Com que hi havia una connexió naval amb el pla, Ewen Montagu, el representant naval, va ser assignat a treballar amb Cholmondeley per desenvolupar encara més el pla. Com a part de les seves funcions, Montagu havia estat informat sobre la necessitat d'operacions d'engany per ajudar els objectius de guerra aliats en una propera operació d'invasió a la Mediterrània.
Va ser guardonat com a Membre de l'Orde de l'Imperi Britànic el 1944.
Cholmondeley va morir el 15 de juny de 1982; Montagu va escriure un obituari que es va publicar a The Times.

## En la cultura popular
- Al drama de guerra britànic del 2021 Operation Mincemeat, Cholmondeley és interpretat per Matthew Macfadyen.
- Cholmondeley també ha estat interpretat per David Cumming, Seán Carey, Jonty Peach, Christian Andrews i George Jennings al musical escènic Operation Mincemeat.